# 利泰诺村
利泰诺村（義大利語：Villa Literno），是意大利卡塞塔省的一个市镇。总面积61.65平方公里，人口11371人，人口密度184.4人/平方公里（2009年）。ISTAT代码为061099。